# Arctia caja
Bướm đêm hổ vườn (Arctia caja) là một loài bướm đêm thuộc phân họ Arctiinae, họ Erebidae.
Sải cánh dài 45 đến 65 milimét (1,8 đến 2,6 in). 

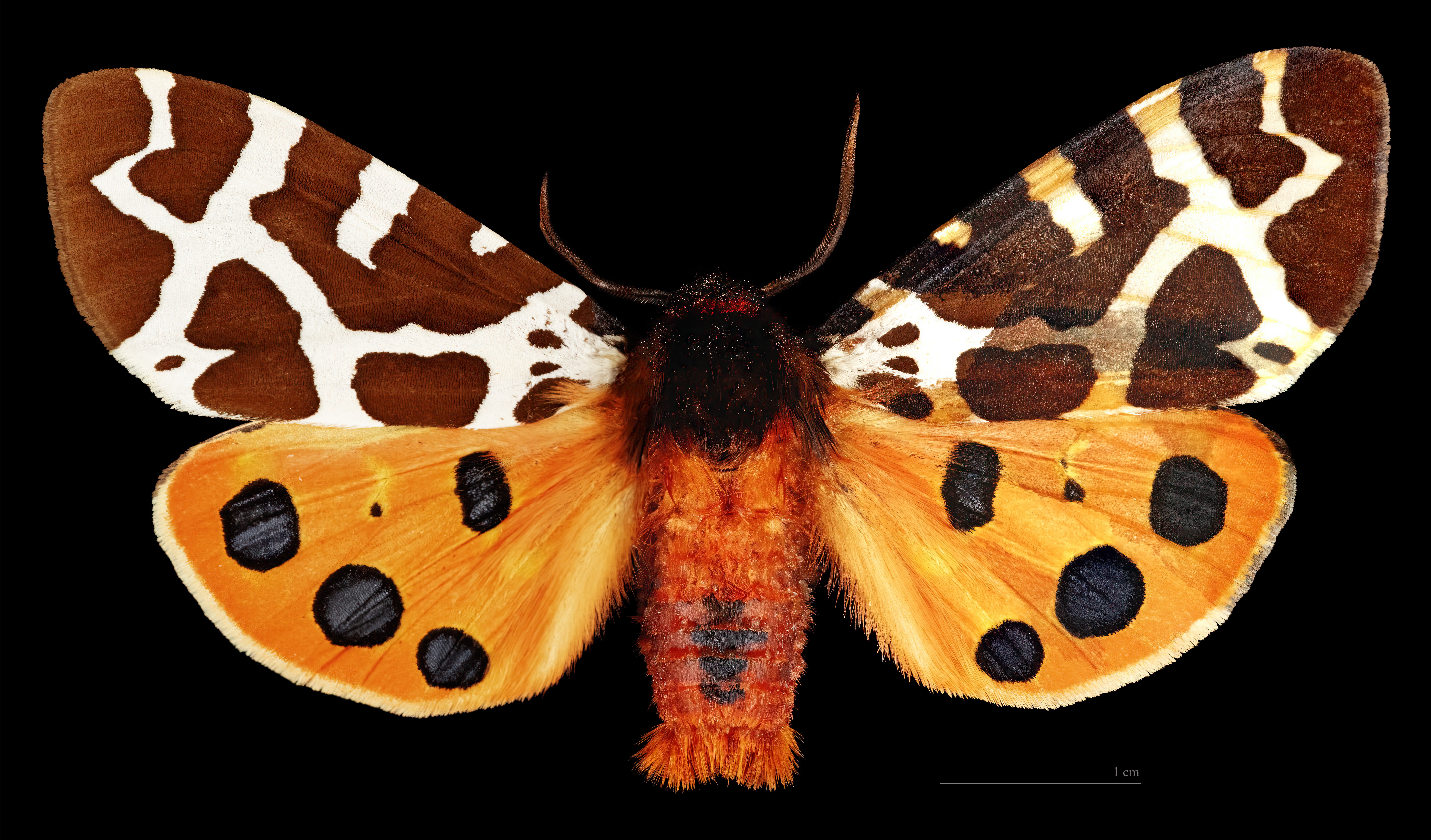
♂
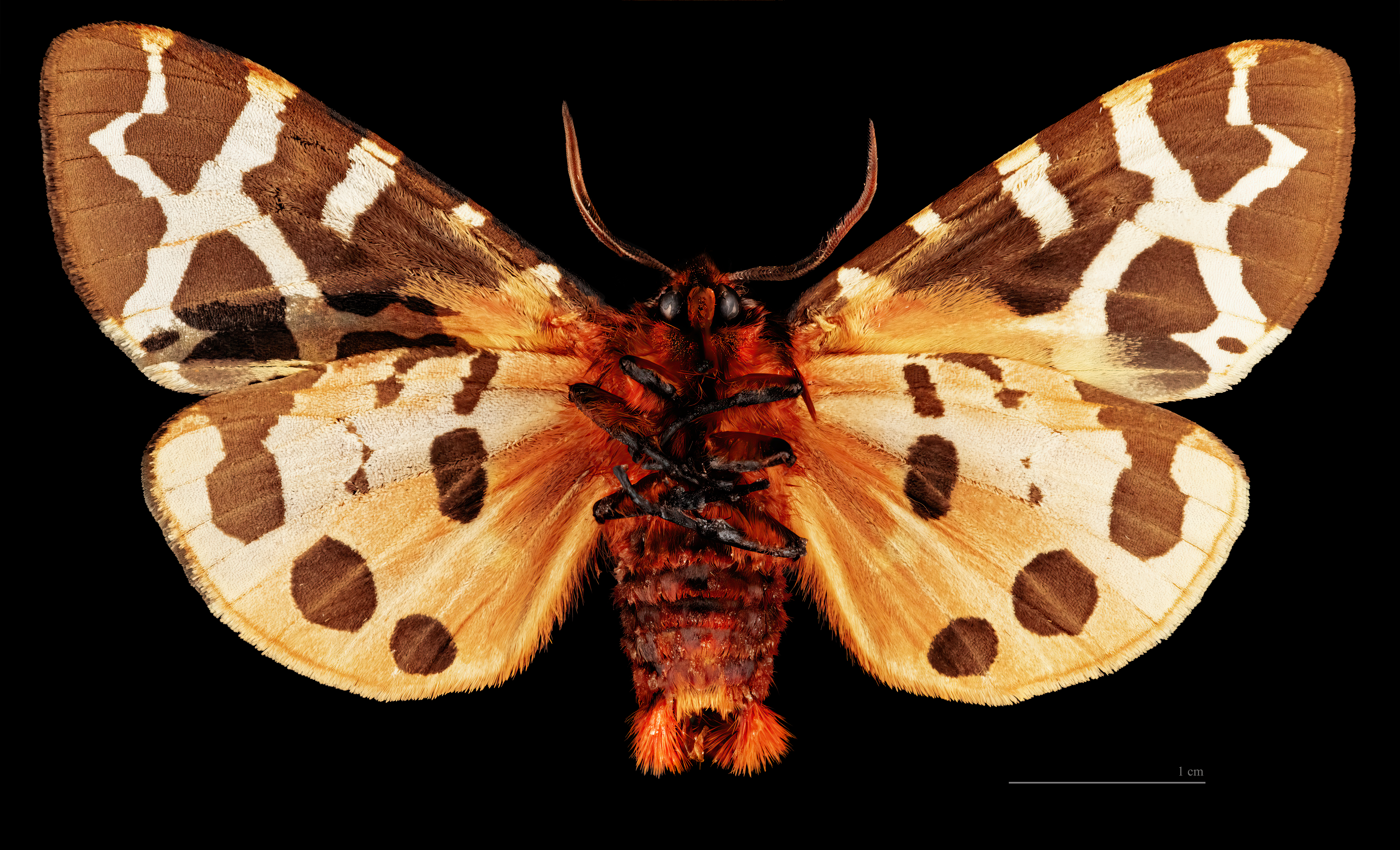
♂ △

Cánh có màu sắc phong phú: cánh trước có màu nâu với các vệt loang trắng, cánh sau màu cam với các đốm đen. Chúng phân bố khắp châu Âu về phía bắc Lapland, ở Á Châu, và ở Bắc Mỹ. Ở vùng núi loài này phân bố đến tận độ cao 2.000 mét (6.600 ft). 

## Hình ảnh

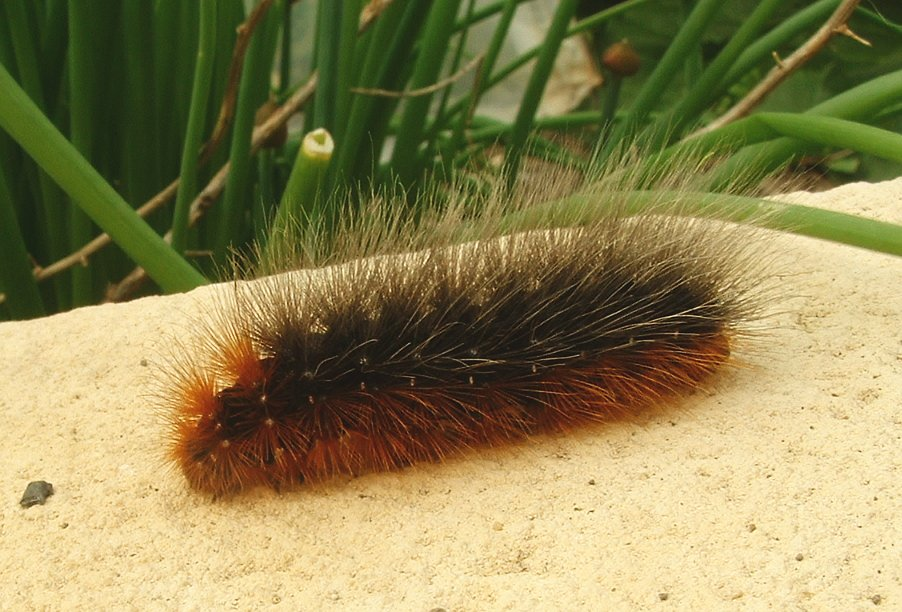
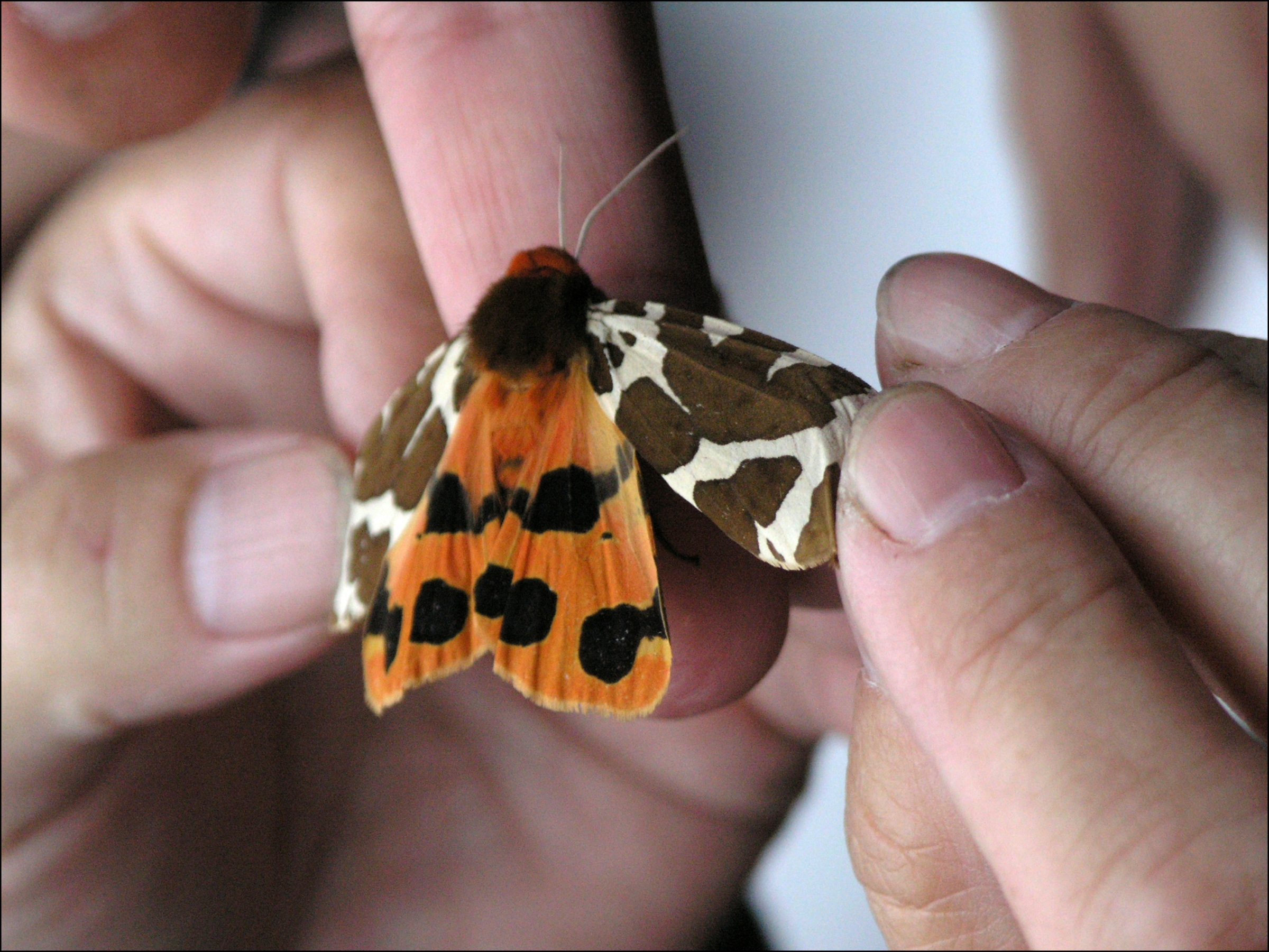
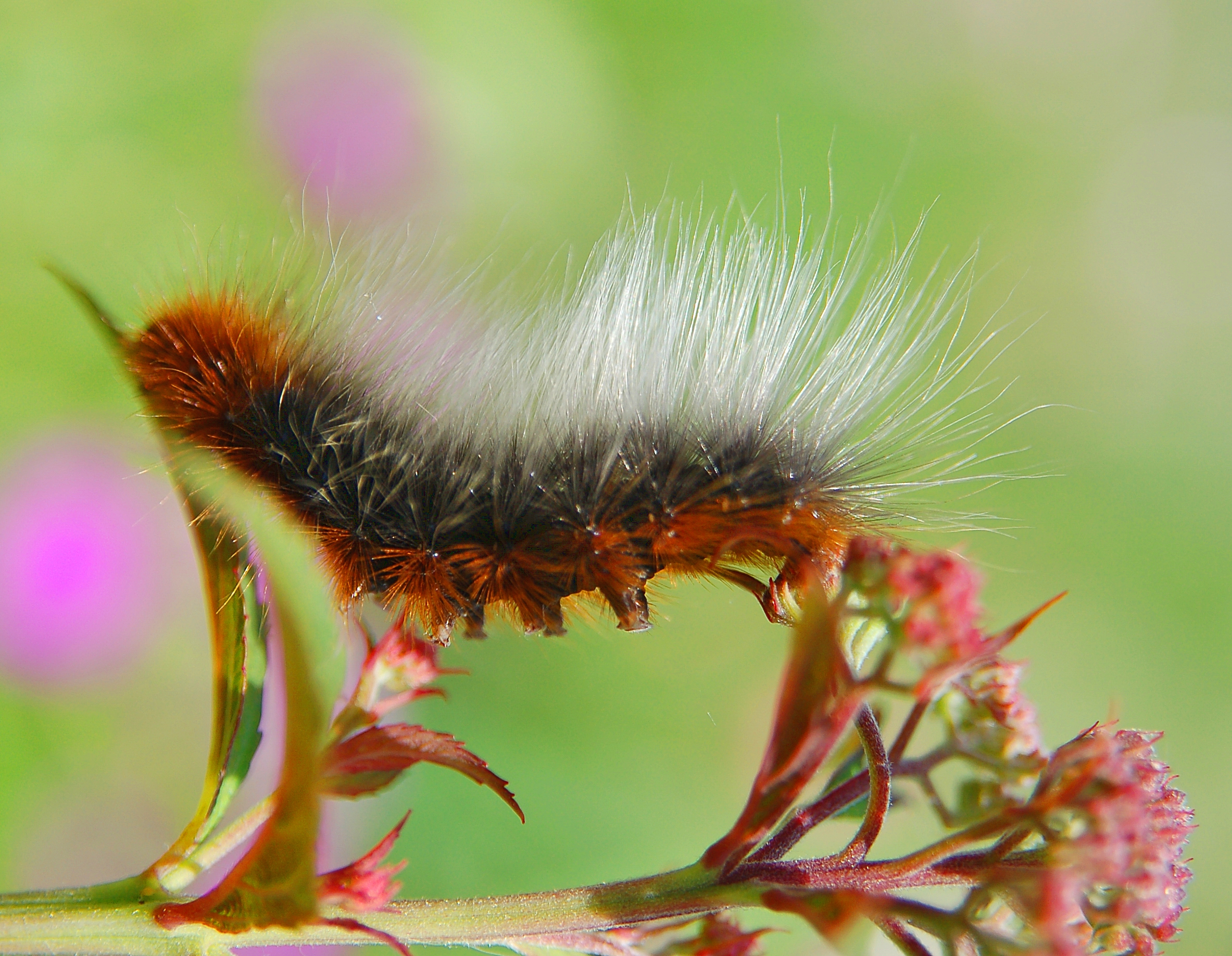
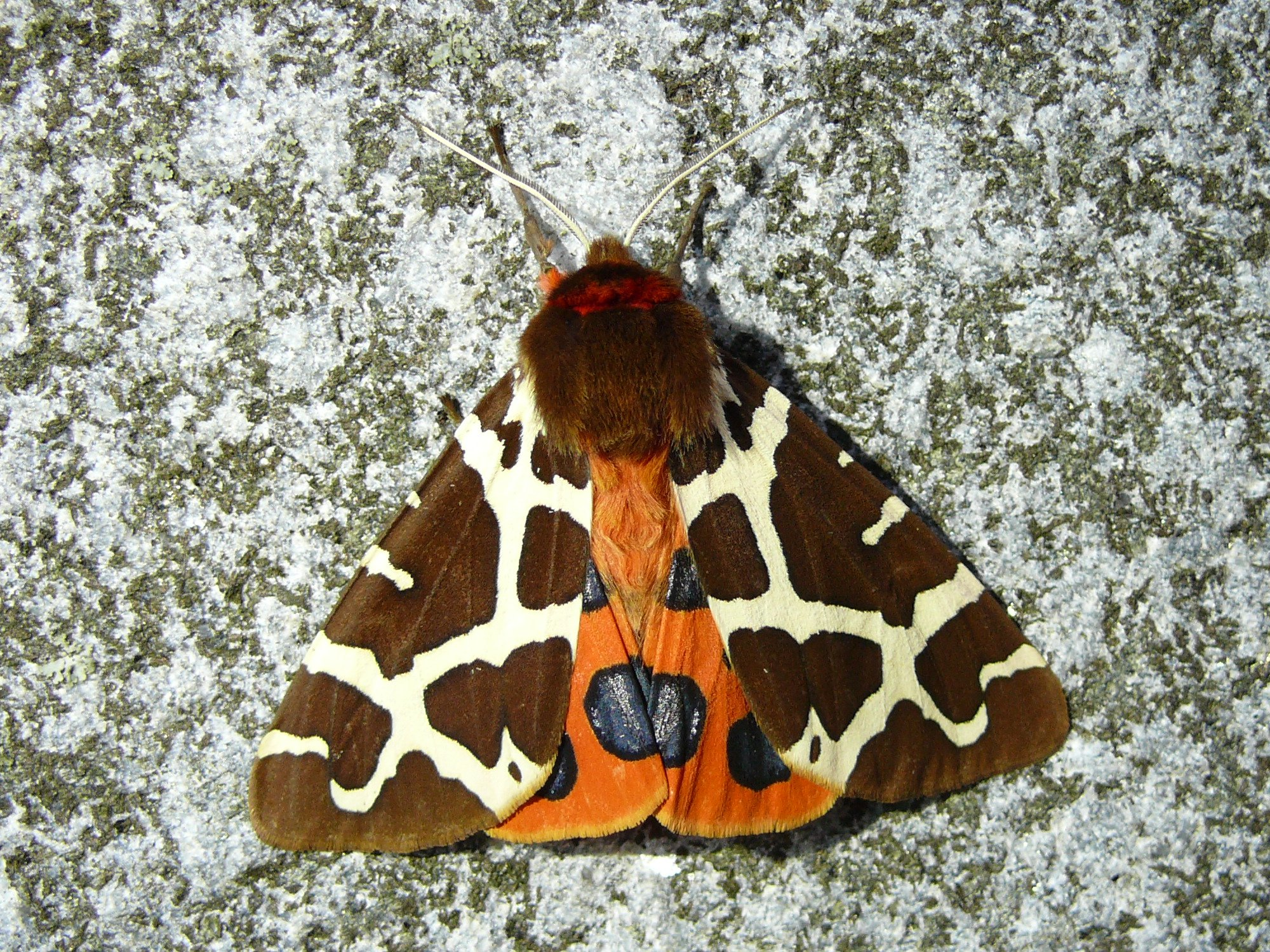